# Марков, Андрей Андреевич (младший)
Андре́й Андре́евич Ма́рков (9 [22] сентября 1903, Санкт-Петербург — 11 октября 1979, Москва) — советский математик, сын известного русского математика А. А. Маркова, основоположник советской школы конструктивной математики.

## Биография
Окончил Восьмую Петроградскую гимназию в 1919 году; физико-математический факультет Петроградского университета по физическому отделению в 1924 году; аспирантуру в Астрономическом институте в Ленинграде в 1928 году.
Учёная степень доктора физико-математических наук присвоена без защиты диссертации в 1935 году. Член-корреспондент АН СССР с 1953 года, в том же году вступил в КПСС.
В 1933—1955 годах работал в Ленинградском университете (с 1936 г. — профессор): с 1936 по 1942 год и с 1943 по 1953 год — заведующий кафедрой геометрии. До июля 1942 года находился в блокадном Ленинграде.
С 1959 по 1979 год — заведующий кафедрой математической логики Московского государственного университета.
Одновременно в 1939—1972 работал в Математическом институте имени Стеклова АН СССР.
В 1950-х годах создал в Вычислительном Центре АН СССР лабораторию математической логики и структуры машин, которой руководил около двадцати лет.
В 1968 году подписал «Письмо 99».
Писал стихи (опубликованы в журнале «Звезда». — 2001. — № 12).
Похоронен на Кунцевском кладбище.

## Научный вклад
Основные труды — по теории динамических систем, топологии, топологической алгебре, теории алгоритмов и конструктивной математике.
Доказал неразрешимость проблемы равенства в ассоциативных системах (1947), проблемы гомеоморфии в топологии (1958), создал школу конструктивной математики и логики в СССР.
Является автором Принципа Маркова, Нормального алгоритма Маркова, теоремы Маркова — Какутани о неподвижной точке и теоремы Риса-Маркова-Какутани.

## Награды
- Орден «Знак Почёта» (1945)
- Орден Ленина (1954)
- Орден Трудового Красного Знамени (1963)
- Медаль «За доблестный труд в Великой Отечественной войне 1941—1945 гг.» (1945)
- Медаль «За оборону Ленинграда» (1946)
- Премия имени П. Л. Чебышёва АН СССР (1969)

## Память
- в 1980 году его памяти была посвящена международная научная конференция[1]

### Избранные труды
- Марков А. А. Избранные труды / Сост. и общ. ред. Н. М. Нагорного.. — М.: Изд-во МЦНМО, 2002. — Т. 1. — 533 с. — (Математика. Механика. Физика). — ISBN 5-94057-044-5.; Id. — 2003. — Т. 2. — 648 с. — (Теория алгорифмов и конструктивная математика ; Математическая логика ; Информатика и смежные вопросы). — ISBN 5-94057-113-1.
- Марков А. А. Метод мультинорм в теории топологических групп: [Тез. докл.]. — Л.: тип. им. Е. Соколовой, 1944. — 1 с. — 200 экз.
- Марков А. А. О логике конструктивной математики. — М.: Знание, 1972. — 47 с. — (Новое в жизни, науке и технике. Сер.: Математика и кибернетика, № 8). — 46 360 экз.
- Марков А. А. Основы алгебраической теории кос. — Л.; М.: изд-во АН СССР, 1945. — 54 с. — (Тр. / Математич. ин-т им. В. А. Стеклова. – Т. 16).
- Марков А. А. Теория алгорифмов. — М.; Л.: изд-во АН СССР, 1954. — 376 с. — (Тр. / Математич. ин-т им. В. А. Стеклова. – Т. 42). — 2500 экз.
- Марков А. А. Элементы математической логики / Под ред. А. Г. Драгалина.. — М.: изд-во МГУ, 1984. — 79 с. — 5660 экз.
- Марков А. А., Нагорный Н. М. Теория алгорифмов. — М.: Наука, 1984. — 432 с. — (Мат. логика и основания математики). || . — 2-е изд., испр. и доп. — М.: Фазис, 1996. — 493 с. — 2000 экз. — ISBN 5-7036-0020-0.
- Марков А. А., Шульц М. М. Лекции по математической логике: Учеб. пособие. — Горький, 1973. — 58 с. — 500 экз.

Также, под редакцией и с комментариями А. А. Маркова вышел перевод книги "Интуиционизм" А. Гейтинга.
Из стихотворений А. А. Маркова

Личности
Историю делают сильные лица.

Они достигают всего, что хотят.

Они запрягают в свои колесницы

богов и учёных, быков и котят.
Бывает, однако, что лица с замашками

в помойную яму летят вверх тормашками.